# Jan Niebrzydowski
Jan Niebrzydowski (ur. 1949) – polski samorządowiec, naczelnik (1979–1990) i burmistrz Szczuczyna (1990–1994), w latach 1994–1997 wicewojewoda łomżyński.

## Życiorys
Zdobył wykształcenie wyższe. W latach 1979–1994 zajmował stanowisko naczelnika i następnie burmistrza miasta i gminy Szczuczyn. Od 1994 do 1997 pełnił funkcję wicewojewody łomżyńskiego. Ponownie ubiegał się o stanowisko burmistrza w 2002 i 2006 z ramienia lokalnego komitetu, zajmując drugie i trzecie miejsce.
W 2021 wyróżniony tytułem „Zasłużony dla Gminy Szczuczyn”.